# Germán Darío Hoyos
Germán Darío Hoyos Giraldo (Guatapé, Antioquia; 22 de septiembre de 1966) es un político y contador colombiano. Fue Senador de la República de Colombia desde 2010 hasta 2022.

## Biografía
Germán Darío Hoyos es contador de la Universidad de Medellín, especialista en Gerencia. Se ha desempeñado como Concejal de Medellín, durante 3 períodos, fue presidente de esa Corporación, presidente de la Comisión de Presupuesto y de la Comisión Asesora para la Cultura. Entre sus cargos se ha desempeñado como auditor del Metro de Medellín, asesor del contralor y asesor en EPM.
Ha participado en el trámite de la mayoría de los proyectos de gran significado en el ámbito nacional, especialmente los relacionados con la economía. Desempeñó varios servicios a favor de la comunidad, del desarrollo social, de las causas cívico-políticas, económicas; en pro al fortalecimiento de la democracia en Colombia, especialmente en el departamento de Antioquia. En 2010 fue elegido como Senador de la República de Colombia por el Partido de la U.